# 謝風秦
謝風秦（越南语：／；1968年9月15日—），出生於薄寮省永利縣，是越南社會主義共和國女性持不同政見者和部落客。
謝風秦作為一名前警察和前越南共產黨黨員，她於2011年9月因在部落格文章指控越南社會主義共和國政府腐敗而被捕，罪名是反國家宣傳。
2012年9月24日，謝風秦被判處10年有期徒刑，她的被捕遭到海外團體的抗議，包括聯合國人權事務高級專員辦事處、美國國務院、國際特赦組織和人權觀察。
謝風秦在被判10年逮捕約3年後獲釋，並已前往美國，於2015年9月20日抵達美國，實際上已經是處於流亡狀態。

## 外部連結
- 謝風秦的Facebook專頁